# Wings for Life World Run

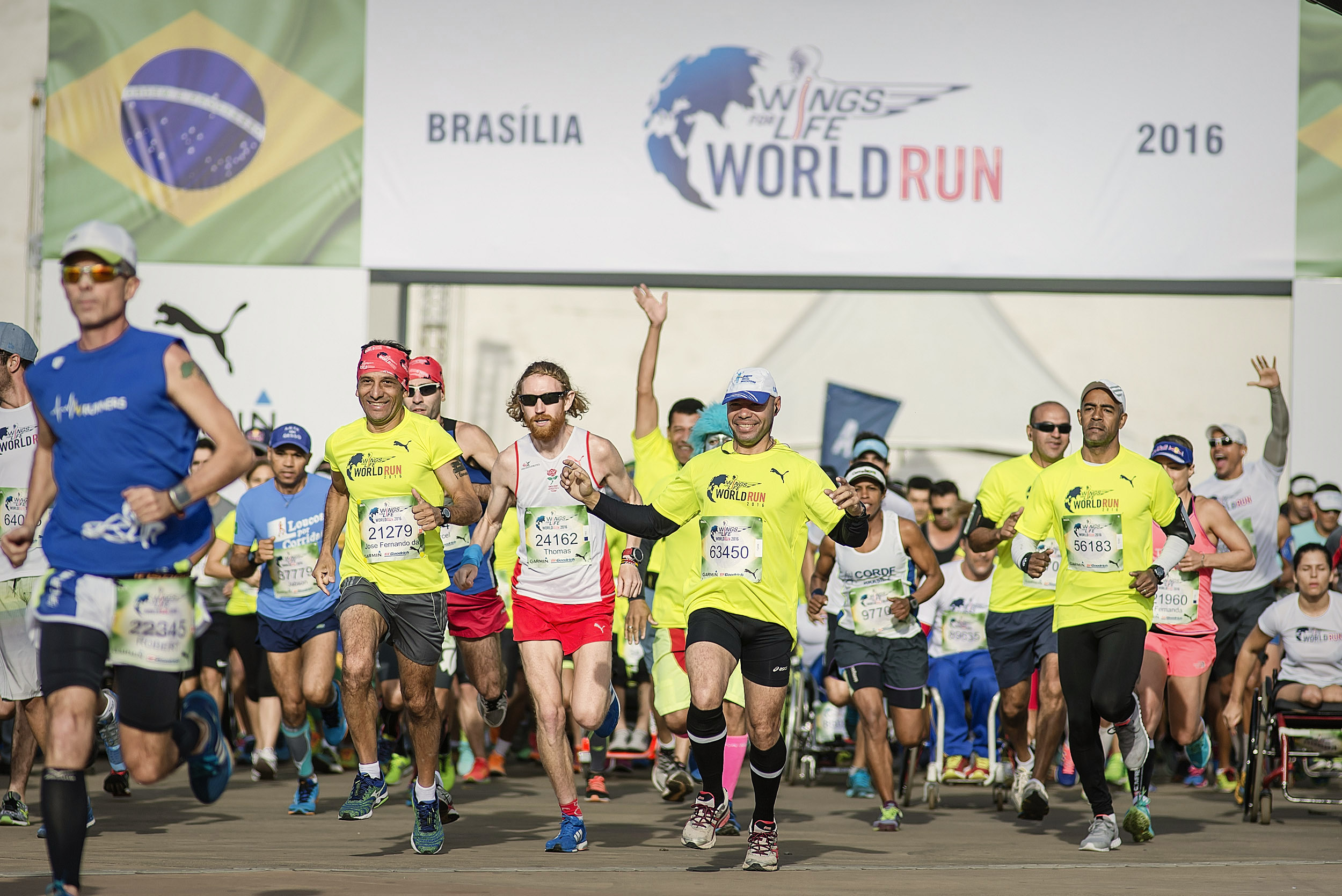
Wings for Life World Run in Brasília (2016)

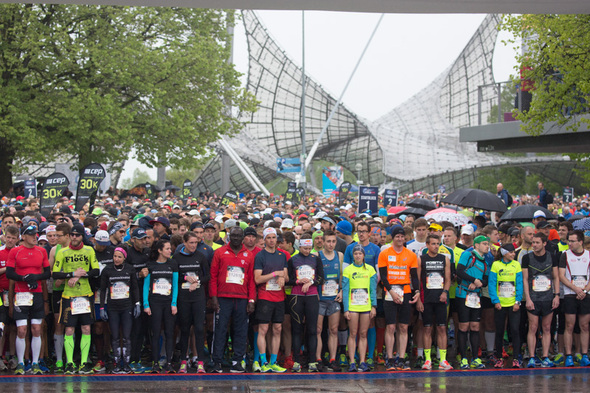
Wings for Life World Run in München (2017)

Der Wings for Life World Run ist ein seit 2014 jährlich im Mai auf 34 oder 35 Strecken in 33 Ländern weltweit zeitgleich stattfindender Wohltätigkeitslauf. Motto ist: Laufen für die, die nicht laufen können. Über die Wings-for-Life-Stiftung fließen 100 % der Einnahmen an die Rückenmarksforschung.
Die Besonderheit des Wings for Life World Runs liegt darin, dass anders als bei anderen Volksläufen keine vorgegebene Distanz zurückgelegt werden muss. 30 Minuten nach dem Start fährt ein „Catcher Car“-Auto die Strecke ab. Überholte Teilnehmer sind aus dem Rennen, bis nur noch einer, der Sieger, übrig bleibt.

## Die Wings for Life Stiftung und der Wings for Life World Run
Die gemeinnützige Wings for Life Stiftung wurde 2004 vom zweifachen Motocross-Weltmeister Heinz Kinigadner und Red-Bull-Gründer Dietrich Mateschitz gegründet. Sie hat sich zum Ziel gesetzt, eine Heilung für Rückenmarkverletzungen und Querschnittlähmungen zu finden. Dazu unterstützt die Stiftung finanziell Forschung und Studien über Rückenmark und Rückenmarkverletzungen. Geschäftsführerin ist Anita Gerhardter. Gründer Kinigadner ist selbst mittelbar betroffen, weil sein Bruder und sein Sohn, die beide auch Motocross-Fahrer waren, querschnittgelähmt sind.
Um Spenden zu sammeln und gleichzeitig die Aufmerksamkeit auf die Einschränkungen und gesundheitlichen Probleme von Personen mit Querschnittlähmung zu richten, wurde von der Stiftung nach zweijähriger Vorbereitungszeit am 4. Mai 2014 der erste Wings for Life World Run veranstaltet. Nach dem Erfolg des ersten Laufs wird das Konzept als jährliche Veranstaltung weitergeführt. Laut offizieller Webseite kam Anita Gerhardter die Idee während eines Aufenthalts am Flughafen von Moskau, ein weltweites Rennen zu veranstalten, bei dem der letzte im Rennen verbliebene Teilnehmer Sieger werden sollte.
Es handelt sich um einen Volkslauf, das heißt, jeder kann teilnehmen. Das Startgeld wird komplett an die Stiftung gespendet, der Hauptsponsor Red Bull übernimmt die Veranstaltungskosten. Je nach Ort und Zeitpunkt der Anmeldung unterscheidet sich das Startgeld ein wenig. In Deutschland sind 49,00 Euro zu entrichten, es ist aber auch möglich, im Laufe des Anmeldungsprozesses die Spende zu erhöhen. In den beiden Austragungen 2014 und 2015 kamen jeweils 3 Millionen und 4,2 Millionen Euro spenden zusammen.

### „World“ Run
Der Name Wings for Life World Run leitet sich davon ab, dass dieser gleichzeitig an 34 oder 35 verschiedenen Orten auf der ganzen Erde stattfindet. Das führt dazu, dass die Teilnehmer an Austragungsorten in Europa und Afrika um die Mittagszeit starten, während Teilnehmer in Asien und Australien nachmittags beziehungsweise abends laufen und in den amerikanischen Kontinenten früh morgens beziehungsweise nachts gelaufen wird.
2025 machten sich 310.719 Läufer:innen und Rollstuhlfahrer:innen aus 191 Nationen in 170 Ländern auf den Weg, um für die zu laufen, die es nicht können. Noch nie waren so viele Menschen gleichzeitig bei einem Laufevent auf der Strecke.

### Das „Catcher Car“

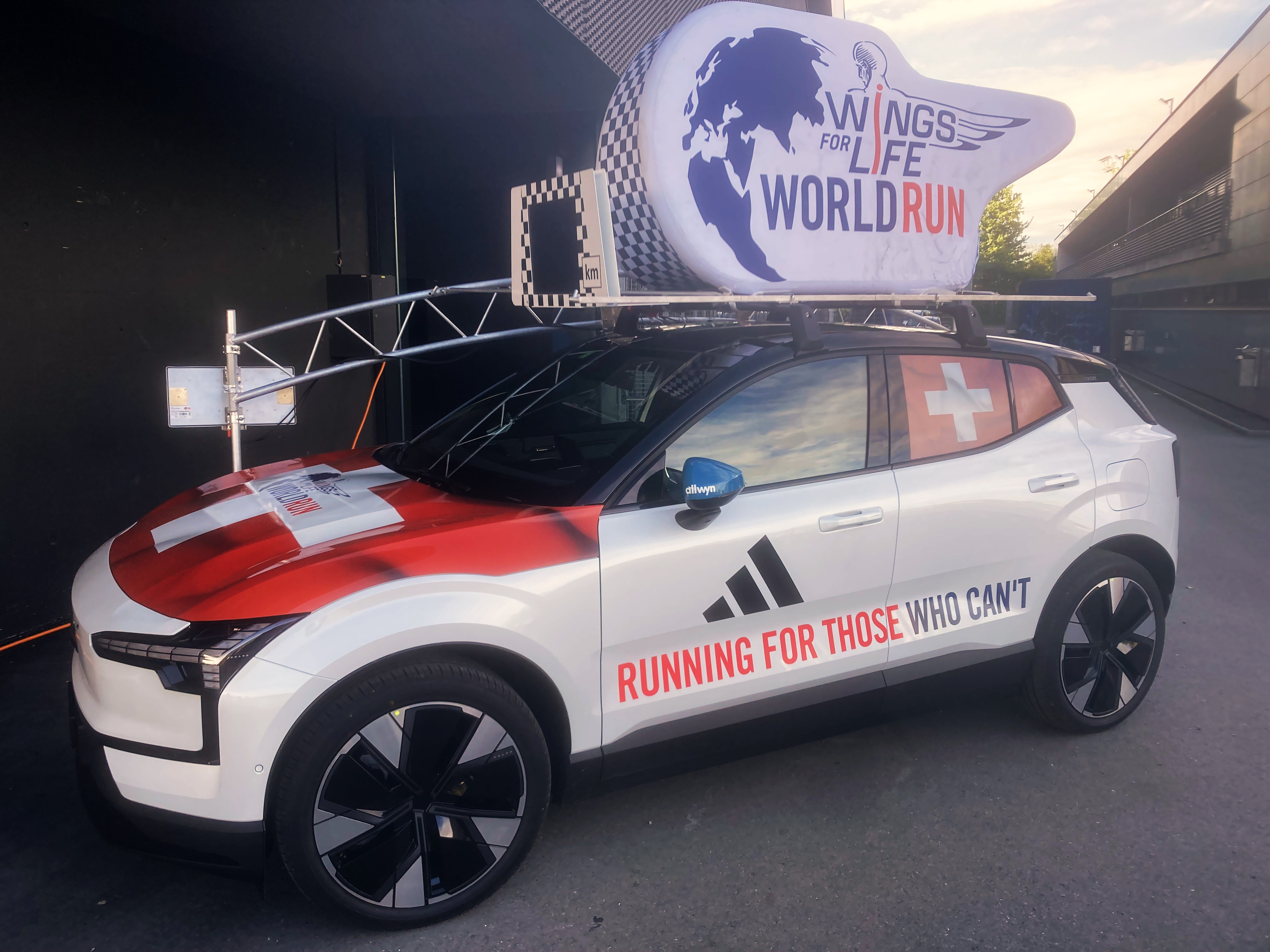
Catcher Car vor dem Start in Zug (2024)

Der Wings for Life World Run ist insofern besonders, als keine vorgegebene Distanz, zum Beispiel 10 Kilometer oder 42,195 Kilometer wie bei einem Marathon, zurückgelegt werden muss. Damit können Läufer mit sehr unterschiedlichem Niveau in gleicher Weise teilnehmen und jeder wird mit seiner individuellen Distanz zum Finisher.
An jedem Flagship Run ist eine Strecke von 100 km vorbereitet. Alle Teilnehmer starten gleichzeitig, 30 Minuten später fährt ein Auto, das sogenannte „Catcher Car“, die Strecke ab. Es startet mit 14 km/h und wird jede halbe Stunde um 1 km/h schneller. Von 2014 bis 2018 war die Anfangsgeschwindigkeit 15 km/h und nur jede Stunde wurde das Auto schneller. Wenn das Auto einen Läufer überholt, ist für diesen das Rennen beendet. Ein Busservice bringt ausgeschiedene Teilnehmer zurück zum Startbereich. Sportlich gesehen zählt also nicht die Zeit, die ein jeder braucht, um eine gewisse Distanz zurückzulegen, sondern die Strecke, die zurückgelegt wird, bevor einen das Catcher Car überholt.
Der letzte Läufer an jedem Ort sind die lokalen Wings-for-Life-World-Run-Sieger und erhalten im darauffolgenden Jahr einen freien Startplatz am Ort ihrer Wahl. Zusätzlich werden die Frau und der Mann, die weltweit die längste Strecke gelaufen sind, die globalen Wings for Life World Run Champions und erhalten als speziellen Preis eine Weltreise.
Die äußeren Bedingungen und die Streckenbeschaffenheit sind mitunter sehr unterschiedlich. Die Catcher Cars werden dank globaler Satellitennavigation genau gesteuert, sodass ein Vergleich zwischen den einzelnen Veranstaltungsorten dennoch möglich ist. In Spielberg in Österreich laufen alle Daten zusammen, von dort wird das Rennen gesteuert. Die folgende Tabelle zeigt, wann das Auto wie schnell fährt und wie weit es bei jedem Geschwindigkeitswechsel gekommen ist.
| Zeit nach dem Start HH:MM | Geschwindigkeit | Entspricht der Distanz |
| ------------------------- | --------------- | ---------------------- |
| 00:00 bis 00:30           | 0 km/h          | 0 km                   |
| 00:30 bis 01:30           | 15 km/h         | 0 bis 15 km            |
| 01:30 bis 02:30           | 16 km/h         | 15 bis 31 km           |
| 02:30 bis 03:30           | 17 km/h         | 31 bis 48 km           |
| 03:30 bis 05:30           | 20 km/h         | 48 bis 88 km           |
| ab 05:30                  | 35 km/h         | mehr als 88 km         |

| Zeit nach dem Start HH:MM | Geschwindigkeit | Entspricht der Distanz |
| ------------------------- | --------------- | ---------------------- |
| 00:00 bis 00:30           | 0 km/h          | 0 km                   |
| 00:30 bis 01:00           | 14 km/h         | 0 bis 7 km             |
| 01:00 bis 01:30           | 15 km/h         | 7 bis 14,5 km          |
| 01:30 bis 02:00           | 16 km/h         | 14,5 bis 22,5 km       |
| 02:00 bis 02:30           | 17 km/h         | 22,5 bis 31 km         |
| 02:30 bis 03:00           | 18 km/h         | 31 bis 40 km           |
| 03:00 bis 03:30           | 22 km/h         | 40 bis 51 km           |
| ab 03:30                  | 26 km/h         | mehr als 51 km         |

| Zeit nach dem Start HH:MM | Geschwindigkeit | Entspricht der Distanz |
| ------------------------- | --------------- | ---------------------- |
| 00:00 bis 00:30           | 0 km/h          | 0 km                   |
| 00:30 bis 01:00           | 14 km/h         | 0 bis 7 km             |
| 01:00 bis 01:30           | 15 km/h         | 7 bis 14,5 km          |
| 01:30 bis 02:00           | 16 km/h         | 14,5 bis 22,5 km       |
| 02:00 bis 02:30           | 17 km/h         | 22,5 bis 31 km         |
| 02:30 bis 03:00           | 18 km/h         | 31 bis 40 km           |
| 03:00 bis 03:30           | 22 km/h         | 40 bis 51 km           |
| 03:30 bis 04:00           | 26 km/h         | 51 bis 64 km           |
| 04:00 bis 04:30           | 30 km/h         | 64 bis 79 km           |
| ab 04:30                  | 34 km/h         | mehr als 79 km         |

### Bekannte Teilnehmer
| Teilnehmer            | Jahr            | Distanz             |
| --------------------- | --------------- | ------------------- |
| Giorgio Calcaterra    | 2014            | 72,96 km            |
| Giorgio Calcaterra    | 2015            | 78,06 km            |
| Giorgio Calcaterra    | 2016            | 88,44 km            |
| Giorgio Calcaterra    | 2017            | 87,15 km            |
| Julian Eberhard       | 2014            | 29,57 km            |
| Julian Eberhard       | 2015            | 25,16 km            |
| Julian Eberhard       | 2016            | 31,68 km            |
| Julian Eberhard       | 2017            | 22,84 km            |
| Julian Eberhard       | 2018            | 22,08 km            |
| Julian Eberhard       | 2019            | 23,99 km            |
| Julian Eberhard       | 2020            | 30,33 km            |
| Julian Eberhard       | 2021            | 9,9 km              |
| Julian Eberhard       | 2022            | 13,23 km            |
| Julian Eberhard       | 2023            | 17,17 km            |
| Simon Eder            | 2014            | 30,24 km            |
| Simon Eder            | 2015            | 47,38 km            |
| Simon Eder            | 2018            | 16,78 km            |
| Andreas Goldberger    | 2014            | 40,60 km            |
| Andreas Goldberger    | 2016            | 41,94 km            |
| Andreas Goldberger    | 2017            | 44,22 km            |
| Andreas Goldberger    | 2018            | 35,87 km            |
| Andreas Goldberger    | 2019            | 35,87 km            |
| Andreas Goldberger    | 2020            | 39,24 km            |
| Andreas Goldberger    | 2021            | 32,43 km            |
| Andreas Goldberger    | 2021            | 26,69 km            |
| Andreas Goldberger    | 2022            | 35,36 km            |
| Andreas Goldberger    | 2023            | 24,06 km            |
| Miriam Gössner        | 2014            | 22,71 km            |
| Miriam Gössner        | 2015            | 24,49 km            |
| Miriam Gössner        | 2016            | 30,02 km            |
| Marcel Hirscher       | 2014            | 14,02 km            |
| Marcel Hirscher       | 2015            | 22,19 km            |
| Marcel Hirscher       | 2016            | 23,09 km            |
| Marcel Hirscher       | 2017            | 11,31 km            |
| Marco Kaminski        | 2014            | 56,51 km            |
| Lemawork Ketema       | 2014            | 78,58 km            |
| Lemawork Ketema       | 2015            | 79,90 km            |
| Lemawork Ketema       | 2016            | 41,00 km            |
| Lemawork Ketema       | 2017            | 87,16 km            |
| José Manuel Martínez  | 2014            | 55,56 km            |
| José Manuel Martínez  | 2015            | 59,19 km            |
| José Manuel Martínez  | 2016            | 60,36 km            |
| José Manuel Martínez  | 2017            | 66,25 km            |
| Sabrina Mockenhaupt   | 2014            | 26,13 km            |
| Sabrina Mockenhaupt   | 2016            | 14,82 km            |
| Sabrina Mockenhaupt   | 2017            | 21,32 km            |
| Lukas Müller          | 2022            | 34,0 km (Rollstuhl) |
| Lukas Müller          | 2023            | 2,34 km (Krücken)   |
| Felix Neureuther      | 2021            | 19,2 km             |
| Felix Neureuther      | 2022            | 18,04 km            |
| Florian Neuschwander  | 2015            | 74,56 km            |
| Florian Neuschwander  | 2016            | 63,66 km            |
| Florian Neuschwander  | 2017            | 83,49 km            |
| Florian Neuschwander  | 2018            | 69,54 km            |
| Florian Neuschwander  | 2022            | 61,07 km            |
| Florian Neuschwander  | 2024            | 64,65 km            |
| Florian Neuschwander  | 2025            | 46,02 km            |
| Marco Odermatt        | 2021            | 17,02 km            |
| Marco Odermatt        | 2022            | 3,63 km             |
| Marco Odermatt        | 2023            | 18,13 km            |
| Kai Pflaume           | 2020            | 21,28 km            |
| Kai Pflaume           | 2021            | 21,12 km            |
| Kai Pflaume           | 2022            | 21,41 km            |
| Kai Pflaume           | 2023            | 23,72 km            |
| Kai Pflaume           | 2024            | 25,07 km            |
| Kai Pflaume           | 2025            | 21,32 km            |
| Daniela Ryf           | 2014            | 44,44 km            |
| Daniela Ryf           | 2015            | 20,40 km            |
| Daniela Ryf           | 2016            | 21,35 km            |
| Daniela Ryf           | 2017            | 4,80 km             |
| Daniela Ryf           | 2018            | 20,41 km            |
| Gregor Schlierenzauer | 2014            | 18,56 km            |
| Gregor Schlierenzauer | 2015            | 17,87 km            |
| Gregor Schlierenzauer | 2017            | 14,19 km            |
| Frida Södermark       | 2015 (Schweden) | 42,09 km            |
| Frida Södermark       | 2016 (Chile)    | 52,37 km            |
| Frida Södermark       | 2017 (Mexiko)   | 47,62 km            |
| Frida Södermark       | 2018 (Taiwan)   | 41,30 km            |
| Heidi Weng            | 2014            | 25,67 km            |
| Heidi Weng            | 2016            | 24,95 km            |
| Heidi Weng            | 2017            | 28,23 km            |

## Wings for Life World Run 2014
Der erste Wings for Life World Run fand am 4. Mai 2014 an 34 Orten auf der Erde statt. Startzeit war für alle Teilnehmer 10:00 UTC, das heißt 12:00 MESZ. Sportlicher Leiter der Veranstaltung war der britische Leichtathletikweltmeister Colin Jackson.
Letztlich wurde die Veranstaltung ein Erfolg. Besonders bei den Männern war das Rennen um die globale Meisterschaft sehr eng. Schließlich setzte sich der Äthiopier Lemawork Ketema mit 78,58 km auf der Donautalstrecke in Österreich durch. Damit war er 90 m weiter gekommen als der Peruaner Remigio Huaman Quispe, der in Lima lief, und 180 m weiter als Evgenii Glyva aus der Ukraine, der wie Ketema in Österreich an den Start gegangen war.
Bei den Frauen setzte sich die Norwegerin Elise Selvikvåg Molvik mit 54,79 gelaufenen Kilometern in Stavanger durch. Bemerkenswert ist, dass sie der offiziellen Webseite nach zu dem Zeitpunkt erst 18 Jahre alt und noch nie länger als 30 km im Wettkampf gelaufen war. Mit 54,79 km belegte sie zudem den 42. Platz in der Gesamtwertung von Frauen und Männern. Zweite wurde Nathalie Vasseur aus Frankreich mit 51,26 km in Hennebont, dritte Svetlana Shepeleva aus Moldawien mit 48,29 km in Alanya.
Insgesamt gingen 35397 Männer und Frauen, darunter auch zahlreiche Prominente wie Mark Webber und Aksel Lund Svindal, an den Start und bewältigten zusammen 530928 km.
| Ort           | Sieger                          | Altersklasse | Distanz (in km) | Globale Platzierung |
| ------------- | ------------------------------- | ------------ | --------------- | ------------------- |
| Alanya        | Murat Kaya                      | M40          | 55,93           | 38                  |
| Auckland      | Braden Currie                   | M25          | 45,34           | 140                 |
| Barcelona     | Chema Martinez                  | M40          | 55,56           | 40                  |
| Bratislava    | Boris Csiba                     | M30          | 50,22           | 68                  |
| Bukarest      | Eugen Constantin Sorop          | M25          | 58,86           | 21                  |
| Busselton     | David Kennedy                   | M35          | 43,89           | 168                 |
| Cancún        | Crisanto Grajales               | M25          | 43,17           | 185                 |
| Comporta      | António Sousa                   | M40          | 46,82           | 119                 |
| Darmstadt     | Markus Mockenhaupt              | M30          | 56,87           | 32                  |
| Denver        | Hunter Paris                    | M30          | 55,37           | 41                  |
| Donautal      | Lemawork Ketema                 | M25          | 78,58           | 1                   |
| Drenthe       | Fréderique Lotin                | M25          | 54,31           | 44                  |
| Florianópolis | Cesar Miguel Momesso dos Santos | M30          | 44,78           | 151                 |
| Haryana       | Isaac Kipernoi                  | M25          | 41,11           | 250                 |
| Hennebont     | Thibaut Baronian                | M25          | 59,35           | 18                  |
| Hualien       | Chih Chun Li                    | M35          | 48,05           | 103                 |
| Kachetien     | Anatoli Oleinikovi              | M30          | 52,65           | 53                  |
| Kalmar        | Thomas Pechhacker               | M30          | 50,50           | 65                  |
| Kapstadt      | Coolboy Ngamole                 | M35          | 59,88           | 16                  |
| Kerry         | John O’Regan                    | M45          | 49,24           | 76                  |
| Lima          | Remigio Huaman Quispe           | M30          | 78,49           | 2                   |
| Ljubljana     | David Plese                     | M30          | 59,74           | 17                  |
| Miami         | Michael Wardian                 | M40          | 57,75           | 27                  |
| Olten         | Marco Kaminski                  | M50          | 56,51           | 34                  |
| Pinamar       | Ignacio Ilarregui               | M35          | 57,08           | 31                  |
| Posen         | Grzegorz Urbańczyk              | M25          | 49,08           | 77                  |
| Prairies      | Ryan King                       | M25          | 46,79           | 120                 |
| Santa Clarita | Calum Neff                      | M30          | 58,52           | 22                  |
| Santiago      | Pablo Gonzalez                  | M35          | 57,40           | 30                  |
| Silverstone   | Paul Martelletti                | M35          | 69,37           | 5                   |
| Stavanger     | Svein Ove Risa                  | M40          | 63,36           | 12                  |
| Verona        | Giorgio Calcaterra              | M40          | 72,96           | 4                   |
| Ypern         | Wouter Decock                   | M30          | 65,11           | 7                   |
| Zadar         | Goran Murić                     | M30          | 49,52           | 73                  |

| Ort           | Siegerin               | Altersklasse | Distanz (in km) | Globale Platzierung |
| ------------- | ---------------------- | ------------ | --------------- | ------------------- |
| Alanya        | Svetlana Shepeleva     | F45          | 48,29           | 3                   |
| Auckland      | Antonia Elliot         | F25          | 31,38           | 94                  |
| Barcelona     | Miriam Garcia Heredia  | F30          | 42,91           | 11                  |
| Bratislava    | Jana Zatlukalová       | F25          | 39,26           | 24                  |
| Bukarest      | Liliana Maria Danci    | F18          | 39,03           | 25                  |
| Busselton     | Laoise Thuama          | F25          | 36,30           | 39                  |
| Cancún        | Anahi Inzunza          | F25          | 26,99           | 213                 |
| Comporta      | Mária Santos           | F35          | 25,35           | 321                 |
| Darmstadt     | Lea Bäuscher           | F30          | 46,23           | 5                   |
| Denver        | Erlena Josifi          | F18          | 33,53           | 66                  |
| Donautal      | Julia Moser            | F18          | 34,87           | 53                  |
| Drenthe       | Linda Vliet            | F25          | 31,75           | 85                  |
| Florianópolis | Ana Borba              | F30          | 37,40           | 30                  |
| Haryana       | Wahida Raheman         | F25          | 29,17           | 137                 |
| Hennebont     | Nathalie Vasseur       | F45          | 51,26           | 2                   |
| Hualien       | Lin Shen-Long          | F30          | 29,58           | 127                 |
| Kachetien     | Marielle Carmagnolle   | F55          | 25,34           | 323                 |
| Kalmar        | Maria Lundgren         | F40          | 45,24           | 9                   |
| Kapstadt      | Mfunzi Ntombesintu     | F30          | 47,57           | 4                   |
| Kerry         | Alison Kirwan          | F30          | 30,19           | 115                 |
| Lima          | Ayde Quispe Ortiz      | F18          | 40,83           | 17                  |
| Ljubljana     | Sylvie Tramoy          | F40          | 33,82           | 62                  |
| Miami         | Haley Chura            | F25          | 45,61           | 6                   |
| Olten         | Daniela Ryf            | F25          | 44,44           | 10                  |
| Pinamar       | Laura Gordiola         | F40          | 36,56           | 34                  |
| Posen         | Aga Głomb              | F18          | 38,81           | 27                  |
| Prairies      | Chrissy Magneson       | F25          | 32,97           | 69                  |
| Santa Clarita | Jeannie Rutherford     | F35          | 35,64           | 46                  |
| Santiago      | Gabriela Cerda         | F18          | 31,82           | 83                  |
| Silverstone   | Joanna Zakrzewski      | F35          | 45,39           | 7                   |
| Stavanger     | Elise Selvikvåg Molvik | F18          | 54,79           | 1                   |
| Verona        | Astrid Kaltenboeck     | F40          | 35,49           | 48                  |
| Ypern         | Nele Louwagie          | F35          | 34,68           | 54                  |
| Zadar         | Kimberly ReMine        | F18          | 41,02           | 16                  |

## Wings for Life World Run 2015
Am 3. Mai 2015 wurde die zweite Austragung des Wings for Life World Runs an 35 Orten ausgetragen. Startzeit war dieses Jahr 11:00 UTC, also 13:00 MESZ. Sportlicher Leiter der Veranstaltung war wie im Jahr davor der britische Leichtathletikweltmeister Colin Jackson.
Dieses Jahr gingen 72224 Frauen und Männer an den Start, darunter wieder zahlreiche internationale Sportstars wie Marcel Hirscher und Gregor Schlierenzauer. Aksel Lund Svindal, 2014 als Läufer an den Start, saß diesmal im Catcher Car in Stavanger, so wie andere bekannte Personen zum Beispiel Felix Baumgartner (in Bukarest) und David Coulthard (in Silverstone). Es waren sogar weltweit 101.000 Läufer gemeldet: Darunter waren viele Mehrfachmeldungen, was zusätzliches Startgeld einbrachte.
Auf der sportlichen Seite gingen die beiden Vorjahresschnellsten Lemawork Ketema und Remigio Huaman Quispe am gleichen Ort in Österreich an den Start. Ketema steigerte seine Leistung auf 79,90 km und holte sich wieder den globalen Titel. Quispe lief fast so weit wie 2014 nämlich 78,20 km und erreichte weltweit damit den dritten Platz. Wieder entwickelte sich ein Fernduell, diesmal mit dem Chilenen César Díaz Hernández, der mit 78,31 km in Santiago zweiter wurde, und mit Giorgio Calcaterra, der seinen Sieg in Italien wiederholte und sich mit 78,06 km (4. Platz weltweit) deutlich steigerte.
Bei den Frauen ging die Vorjahressiegerin Elise Molvik wieder in Stavanger an den Start. Sie gewann die dortige Austragung, war aber mit 45,02 km in der Gesamtwertung deutlich abgeschlagen. Das weltweite Podium bildeten bei dieser Austragung Yuuko Watanabe aus Japan mit 56,33 km in Takashima, Riana van Niekerk aus Südafrika mit 55,21 km in Cape Town und Nathalie Vasseur (2014 noch zweite) mit 52,18 km in Sunrise. Insgesamt nur 81 Männer kamen weiter als die schnellste Frau.
Diese Austragung war aus deutscher Sicht besonders. Mit den Vereinigten Staaten von Amerika war Deutschland das einzige Land mit zwei Austragungsorten: Darmstadt, 2014 einziger deutscher Austragungsort, und München, 2016 einziger deutscher Austragungsort. Die besten Leistungen wurden dabei in Darmstadt erzielt. Bei den Männern setzte sich der Ultraläufer Florian Neuschwander mit 74,56 km durch (globaler Platz 6), bei den Frauen gewann Laura Chacon Biebach mit 51,78 km, was weltweit der vierte Platz ist.
| Ort               | Sieger                           | Altersklasse | Distanz (in km) | Globale Platzierung |
| ----------------- | -------------------------------- | ------------ | --------------- | ------------------- |
| Aarhus            | Brian Hansen                     | M30          | 61,48           | 37                  |
| Alanya            | Jose Requejo Santos              | M30          | 68,04           | 18                  |
| Aranjuez – Madrid | Chema Martinez                   | M40          | 59,19           | 48                  |
| Brasília          | Juan Pablo de Lima Costa Salazar | M35          | 52,61           | 122                 |
| Bratislava        | Philipp Aigner                   | M25          | 68,65           | 16                  |
| Breda             | Kevin Pletz                      | M18          | 50,29           | 172                 |
| Bukarest          | Wouter Decock                    | M30          | 61,72           | 36                  |
| Darmstadt         | Florian Neuschwander             | M30          | 74,56           | 6                   |
| Dubai             | Sami Al Saidi                    | M30          | 44,92           | 323                 |
| Dublin            | David Sheehy                     | M35          | 52,64           | 121                 |
| Gurgaon           | Amit Dhankar                     | M18          | 57,38           | 70                  |
| Kachetien         | Anatoli Oleinikovi               | M30          | 57,39           | 69                  |
| Kalmar – Öland    | Aron Anderson                    | M25          | 64,82           | 30                  |
| Kapstadt          | Eric Ngubane                     | M30          | 68,86           | 14                  |
| Kolomna – Moskau  | Nikolay Yanalov                  | M30          | 70,19           | 11                  |
| Lima              | Emerson Trujillo Flores          | M30          | 72,15           | 9                   |
| Ljubljana         | Robert Radojkovic                | M30          | 69,36           | 13                  |
| Melbourne         | Michael Wardian                  | M40          | 70,66           | 10                  |
| Miami             | Svein Risa                       | M40          | 54,88           | 93                  |
| München           | Matthias Baur                    | M18          | 61,10           | 41                  |
| Niagara Falls     | Blaine Penny                     | M40          | 65,41           | 26                  |
| Niederösterreich  | Lemawork Ketema                  | M25          | 79,90           | 1                   |
| Olten             | Michael Boch                     | M30          | 70,14           | 12                  |
| Porto             | Daniel Pinheiro                  | M30          | 67,39           | 20                  |
| Posen             | Bartosz Olszewski                | M30          | 73,46           | 8                   |
| Rouen             | Simon Munyutu                    | M35          | 73,51           | 7                   |
| Santa Clarita     | Thibaut Baronian                 | M25          | 55,15           | 90                  |
| Santiago          | César Díaz Hernández             | M25          | 78,31           | 2                   |
| Silverstone       | Thomas Payn                      | M35          | 61,09           | 42                  |
| Stavanger         | Jarle Risa                       | M35          | 58,80           | 50                  |
| Takashima         | Kazuhiko Oki                     | M25          | 67,68           | 19                  |
| Verona            | Giorgio Calcaterra               | M40          | 78,06           | 4                   |
| Yilan             | Chih Pin Su                      | M35          | 57,62           | 66                  |
| Ypern             | Pieter Rijnders                  | M35          | 61,99           | 35                  |
| Zadar             | Matija Grabrovečki               | M35          | 57,36           | 71                  |

| Ort               | Siegerin                | Altersklasse | Distanz (in km) | Globale Platzierung |
| ----------------- | ----------------------- | ------------ | --------------- | ------------------- |
| Aarhus            | Lone Nielsen            | F35          | 48,97           | 10                  |
| Alanya            | Svetlana Shepeleva      | F45          | 50,31           | 8                   |
| Aranjuez – Madrid | Mª Cruz Parras Morcillo | F25          | 31,89           | 193                 |
| Brasília          | Astrid Kaltenböck       | F40          | 44,28           | 22                  |
| Bratislava        | Romana Komarnanska      | F25          | 41,85           | 30                  |
| Breda             | Sandra Laros            | F40          | 37,70           | 60                  |
| Bukarest          | Liliana Danci           | F18          | 45,76           | 17                  |
| Darmstadt         | Laura Chacon Biebach    | F25          | 51,78           | 4                   |
| Dubai             | Katie Sloane            | F25          | 30,08           | 281                 |
| Dublin            | Orna Dilworth           | F30          | 39,54           | 45                  |
| Gurgaon           | Linah Chirchir          | F25          | 44,90           | 20                  |
| Kachetien         | Linda Vliet             | F35          | 32,01           | 191                 |
| Kalmar – Öland    | Frida Södermark         | F35          | 42,09           | 29                  |
| Kapstadt          | Riana van Niekerk       | F35          | 55,21           | 2                   |
| Kolomna – Moskau  | Irina Antropova         | F30          | 51,33           | 5                   |
| Lima              | Rocio Carrion           | F45          | 35,13           | 107                 |
| Ljubljana         | Žana Jereb              | F30          | 45,05           | 18                  |
| Melbourne         | Kell-Ann Varey          | F35          | 50,75           | 7                   |
| Miami             | Nathalie Vasseur        | F45          | 52,18           | 3                   |
| München           | Ingalena Heuck          | F25          | 49,54           | 9                   |
| Niagara Falls     | Lyne Bessette           | F40          | 47,44           | 13                  |
| Niederösterreich  | Bernadette Schuster     | F30          | 47,06           | 15                  |
| Olten             | Karen Sobrino           | F40          | 43,04           | 24                  |
| Porto             | Doroteia Peixoto        | F30          | 41,70           | 32                  |
| Posen             | Dominika Stelmach       | F30          | 41,84           | 31                  |
| Rouen             | Leaharna Marsden        | F30          | 35,93           | 95                  |
| Santa Clarita     | Shannon Rahlves         | F40          | 37,01           | 72                  |
| Santiago          | Karen Torrealba         | F30          | 47,68           | 12                  |
| Silverstone       | Kate Carter             | F35          | 34,73           | 115                 |
| Stavanger         | Elise Molvik            | F18          | 45,02           | 19                  |
| Takashima         | Yuuko Watanabe          | F25          | 56,33           | 1                   |
| Verona            | Chiara Moras            | F30          | 39,48           | 46                  |
| Yilan             | Pe-Yu Cheng             | F25          | 37,45           | 64                  |
| Ypern             | Deborah Ghyselen        | F25          | 40,63           | 38                  |
| Zadar             | Nikolina Šustić         | F25          | 48,15           | 11                  |

## Wings for Life World Run 2016
Am 8. Mai 2016 um 11:00 UTC ging der Wings for Life World Run in die dritte Runde.
Diesmal gab es wie 2014 wieder 34 Austragungsorte – zwei davon in den USA.
Sportlicher Leiter der Veranstaltung ist Colin Jackson und auch die Catcher Cars wurden wieder von internationalen Stars gefahren.
Es gingen weltweit 130.732 Läufer an den Start, die insgesamt über 1,2 Millionen Kilometer bewältigten. Hinzu kamen noch 20.556 sogenannte „Selfie Runners“, das heißt Personen, die nicht an einem der 34 Orte liefen und das Catcher Car mit einer App auf ihrem Mobiltelefon simulieren. Für die Stiftung kamen 6,6 Millionen Euro zusammen.
Bei den Männern setzte sich der italienische Ultraläufer Giorgio Calcaterra zum dritten Mal in seiner Heimat durch und gewann diesmal auch den globalen Titel. Mit 88,44 km überbot er die Bestmarke des Vorjahrs sehr deutlich. Zum ersten Mal musste auch das Catcher Car für eine kurze Zeit mit der Höchstgeschwindigkeit von 35 km/h fahren, um ihn einzuholen. Das weltweite Podium komplettierten der Pole Bartosz Olszewski, ebenfalls über 80 km in Kanada, und Francisco Morales aus Chile. Lemawork Ketema, der Sieger von 2014 und 2015, lief wieder in Österreich mit und wie 2014 auch über eine lange Zeit Seite an Seite mit Evgenii Glyva. Ketema stieg vorzeitig nach 41 km aus, um seine Form für weitere Wettkämpfe nicht zu gefährden.
Besonders viele Spitzenleistungen wurden in Takashima in Japan erzielt. Von dort kam auch wie 2015 die globale Siegerin. Mit 65,71 km verbesserte Kaori Yoshida den Rekord um 9,38 km, was in der Wertung von Frauen und Männern der 18. Platz ist.
Die weiteren Plätze gingen an die Österreicherin Karin Freitag mit 59,08 km in München und an Vera Nunes aus Portugal mit 58,86 km. Die globale Vorjahressiegerin Yuuko Watanabe kam mit 56,37 km in Japan nahezu genauso weit wie 2015 und auf dem fünften Platz weltweit.
| Ort              | Sieger                      | Altersklasse | Distanz (in km) | Globale Platzierung |
| ---------------- | --------------------------- | ------------ | --------------- | ------------------- |
| Aarhus           | Mikkel Kleis                | M35          | 56,80           | 64                  |
| Ahmedabad        | Titus Kariuki Wanderi Githu | M35          | 54,16           | 90                  |
| Brasília         | Thomas Payn                 | M35          | 56,52           | 6                   |
| Bratislava       | Gabriel Švajda              | M30          | 54,15           | 91                  |
| Breda            | Emerson Trujillo            | M30          | 64,41           | 23                  |
| Cambridge        | Steve Way                   | M40          | 63,75           | 27                  |
| Dubai            | Hélder Santos               | M30          | 54,34           | 87                  |
| Dublin           | Paul Martelletti            | M35          | 73,77           | 6                   |
| Guadalajara      | Gabriel Morfin Torres       | M35          | 59,05           | 52                  |
| Izmir            | Ahmet Bayram                | M40          | 52,78           | 109                 |
| Kachetien        | Liviu Croitoru              | M25          | 56,02           | 74                  |
| Kalmar – Öland   | Pétur Bjarnason             | M35          | 57,95           | 56                  |
| Kolomna – Moskau | Ivan Motorin                | M30          | 67,37           | 15                  |
| Lima             | Charles Jhon Ayala Escribas | M35          | 63,91           | 25                  |
| Ljubljana        | Vid Senica                  | M35          | 64,58           | 21                  |
| Mailand          | Giorgio Calcaterra          | M40          | 88,44           | 1                   |
| Melbourne        | Barry Keem                  | M35          | 65,71           | 18                  |
| München          | Florian Neuschwander        | M30          | 63,66           | 28                  |
| Niagara Falls    | Bartosz Olszewski           | M30          | 82,42           | 2                   |
| Olten            | Stefan Lüscher              | M35          | 57,63           | 58                  |
| Porto            | António Sousa               | M45          | 69,46           | 10                  |
| Posen            | Tomasz Walerowicz           | M30          | 71,12           | 9                   |
| Pretoria         | Thibaut Baronian            | M25          | 62,84           | 31                  |
| Rouen            | Teddy Bezancon              | M30          | 59,29           | 50                  |
| Santa Clarita    | Samuel Bradbury             | M35          | 60,80           | 42                  |
| Santiago         | Francisco Morales           | M25          | 75,47           | 3                   |
| Stavanger        | Yoann Stuck                 | M30          | 61,85           | 33                  |
| Sunrise          | Simon Munyutu               | M35          | 61,54           | 36                  |
| Takashima        | Nakajima Hiroki             | M25          | 74,51           | 5                   |
| Valencia         | Jarle Risa                  | M35          | 65,51           | 20                  |
| Wien             | Evgenii Glyva               | M30          | 68,00           | 13                  |
| Yilan            | Yi-Hsun Li                  | M30          | 56,84           | 63                  |
| Ypern            | Stefan Van den Broek        | M40          | 65,64           | 19                  |
| Zadar            | Dejan Patrčević             | M40          | 56,35           | 70                  |

| Ort              | Siegerin                       | Altersklasse | Distanz (in km) | Globale Platzierung |
| ---------------- | ------------------------------ | ------------ | --------------- | ------------------- |
| Aarhus           | Camilla Christensen            | F18          | 38,20           | 71                  |
| Ahmedabad        | Kiranjit Kaur                  | F25          | 39,21           | 63                  |
| Brasília         | Leticia Saltori                | F25          | 51,09           | 16                  |
| Bratislava       | Petra Fašungová                | F25          | 40,30           | 52                  |
| Breda            | Diana Golek                    | F30          | 38,91           | 65                  |
| Cambridge        | Caitriona Jennings             | F35          | 55,08           | 9                   |
| Dubai            | Carolina Gutierrez             | F30          | 21,52           | 1448                |
| Dublin           | Sarah Mulligan                 | F25          | 45,64           | 32                  |
| Guadalajara      | Rosalva Gudiño Gonzalez        | F35          | 37,40           | 81                  |
| Izmir            | Svetlana Shepeleva             | F45          | 45,74           | 30                  |
| Kachetien        | Yana Khmeleva                  | F35          | 34,93           | 119                 |
| Kalmar – Öland   | Linnea Winberg                 | F30          | 40,14           | 54                  |
| Kolomna – Moskau | Jelena Nurgalijewa             | F40          | 55,39           | 7                   |
| Lima             | Jessica Gabriela Paz Rodríguez | F18          | 35,36           | 109                 |
| Ljubljana        | Lucija Krkoč                   | F25          | 50,84           | 17                  |
| Mailand          | Katia Chiara Figini            | F40          | 51,61           | 15                  |
| Melbourne        | Dominika Stelmach              | F30          | 55,25           | 8                   |
| München          | Karin Freitag                  | F35          | 59,08           | 2                   |
| Niagara Falls    | Doroteia Peixoto               | F30          | 55,44           | 6                   |
| Olten            | Pamela Veith                   | F40          | 39,60           | 58                  |
| Porto            | Vera Nunes                     | F35          | 58,86           | 3                   |
| Posen            | Agnieszka Janasiak             | F35          | 39,94           | 56                  |
| Pretoria         | Onneile Dintwe                 | F30          | 52,71           | 11                  |
| Rouen            | Anna Wasik                     | F30          | 43,44           | 38                  |
| Santa Clarita    | Maibritt Daugaard              | F30          | 49,45           | 20                  |
| Santiago         | Frida Södermark                | F35          | 52,37           | 12                  |
| Stavanger        | Nikolina Šustić                | F25          | 50,03           | 19                  |
| Sunrise          | Nathalie Vasseur               | F50          | 54,53           | 10                  |
| Takashima        | Kaori Yoshida                  | F30          | 65,71           | 1                   |
| Valencia         | Cristina Gonzalez Garcia       | F30          | 46,31           | 28                  |
| Wien             | Cornelia Moser                 | F18          | 56,88           | 4                   |
| Yilan            | Yafen Ya                       | F25          | 37,92           | 75                  |
| Ypern            | Rebecca Nkapiani               | F40          | 35,91           | 101                 |
| Zadar            | Katarina Lovrantova            | F30          | 45,55           | 33                  |

## Wings for Life World Run 2017
Am 7. Mai 2017 wurde der Wings for Life World Run zum vierten Mal ausgetragen.
155.288 Läufer gingen in 25 Ländern an den Start.

Bei den Männern setzte sich der querschnittgelähmte Aron Anderson aus Schweden mit der neuen Rekorddistanz von 92,14 km durch. Er fuhr mit einem „normalen“ Rollstuhl, weil Rennrollstühle nicht erlaubt sind. Bei den Frauen gewann in Santiago de Chile die Polin Dominika Stelmach mit 68,21 km, was ebenso eine neue Bestleistung bedeutet.
Für die Stiftung kam die neue Rekordsumme von 6,8 Millionen Euro zusammen.
In Cambridge fuhr David Coulthard das Catcher Car.
| Ort               | Sieger                    | Altersklasse | Distanz (in km) | Globale Platzierung |
| ----------------- | ------------------------- | ------------ | --------------- | ------------------- |
| Brasília          | Luis Felipe Leite Barboza | M25          | 58,88           | 67                  |
| Bratislava        | Marek Mockovčiak          | M35          | 62,95           | 47                  |
| Breda             | Philipp Aigner            | M25          | 71,37           | 8                   |
| Cambridge         | Jacek Cieluszecki         | M35          | 68,8            | 12                  |
| Dubai             | Aron Anderson             | M25          | 92,14           | 1                   |
| Guadalajara       | Roberto Meier             | M25          | 68,14           | 18                  |
| Izmir             | Veysi Aslan               | M30          | 57,51           | 77                  |
| Kachetien         | Giorgi Shekrelidze        | M35          | 35,43           | 1741                |
| Kalmar/Öland      | Elov Olsson               | M25          | 75,05           | 7                   |
| Kolomna           | Shishov Konstantin        | M30          | 70,39           | 9                   |
| Ljubljana         | Ivan Motorin              | M30          | 62,13           | 52                  |
| Melbourne         | Teddy Bezancon            | M30          | 70,22           | 10                  |
| Mailand           | Bartosz Olszewski         | M30          | 88,24           | 2                   |
| München           | Sebastian Hallmann        | M40          | 68,47           | 15                  |
| Olten             | Sylvère Pruvost           | M30          | 68,11           | 19                  |
| Posen             | Tomasz Walerowicz         | M35          | 85,14           | 5                   |
| Pretoria          | Renier Grobler            | M30          | 63,07           | 42                  |
| Santa Clarita, CA | Dan Berteletti            | M30          | 69              | 11                  |
| Santiago          | Manuelito Figueroa        | M30          | 67,41           | 21                  |
| Stavanger         | Emerson Trujillo          | M35          | 67,43           | 20                  |
| Sunrise, FL       | Calum Neff                | M30          | 65,66           | 30                  |
| Tainan            | Chih Chun Li              | M40          | 52,37           | 141                 |
| Valencia          | Chema Martínez            | M45          | 66,25           | 25                  |
| Wien              | Lemawork Ketema           | M30          | 87,16           | 3                   |
| Zadar             | Robert Radojkovic         | M35          | 65,53           | 31                  |

| Ort               | Siegerin                 | Altersklasse | Distanz (in km) | Globale Platzierung |
| ----------------- | ------------------------ | ------------ | --------------- | ------------------- |
| Brasília          | Leticia Da Silva Saltori | F25          | 44,93           | 39                  |
| Bratislava        | Jo Meek                  | F35          | 54,38           | 13                  |
| Breda             | Laura Chacon Biebach     | F25          | 55,07           | 12                  |
| Cambridge         | Nikolina Šustić          | F25          | 55,14           | 10                  |
| Dubai             | Emily Waugh              | F18          | 43,01           | 52                  |
| Guadalajara       | Frida Södermark          | F35          | 47,62           | 29                  |
| Izmir             | Meryem Gündoğdu          | F30          | 39,43           | 93                  |
| Kachetien         | Nino Miqadze             | F18          | 29              | 484                 |
| Kalmar/Öland      | Sophia Sundberg          | F30          | 55,29           | 8                   |
| Kolomna           | Alexandra Morozova       | F25          | 57,59           | 6                   |
| Ljubljana         | Eva Zorman               | F18          | 40,11           | 84                  |
| Melbourne         | Olesja Nurgalijewa       | F40          | 60,97           | 4                   |
| Mailand           | Cornelia Moser           | F18          | 62,37           | 2                   |
| München           | Bianca Meyer             | F40          | 51,23           | 21                  |
| Olten             | Diana Müller             | F30          | 46,81           | 34                  |
| Posen             | Joasia Zakrzewski        | F40          | 52,26           | 14                  |
| Pretoria          | Landie Greyling          | F30          | 37,44           | 121                 |
| Santa Clarita, CA | Nathalie Vasseur         | F50          | 57,24           | 7                   |
| Santiago          | Dominika Stelmach        | F35          | 68,21           | 1                   |
| Stavanger         | Therese Nordbø           | F25          | 46,88           | 33                  |
| Sunrise, FL       | Ana Villegas             | F35          | 43,86           | 46                  |
| Tainan            | Maibritt Daugaard        | F30          | 42,5            | 58                  |
| Valencia          | Betinha Pereira          | F35          | 49,35           | 26                  |
| Wien              | Karin Freitag            | F35          | 51,72           | 19                  |
| Zadar             | Željka Šaban             | F30          | 44,73           | 43                  |

## Wings for Life World Run 2018
Am 6. Mai 2018 wurde weltweit wieder für die Rückenmarksforschung und zur Heilung Querschnittsgelähmter gelaufen. Die mehr als 100.000 Läufer legten 934.484 km zurück. Ein „Catcher Car“ kam diesmal nur in zwölf Orten zum Einsatz. Dafür konnte an über 200 Orten weltweit gleichzeitig via Mobile App mitgelaufen werden. Mit dem Lauf wurden über 3 Millionen Euro für die Stiftung gesammelt.
Bei den Männern siegte erneut der querschnittgelähmte Aron Anderson mit einem „normalen“ Rollstuhl mit 89,85 km. Bei den Frauen gewann in München die Portugiesin Vera Nunes mit 53,78 km, nur gerade 50 m vor der Kroatin Nikolina Šustić in der Schweiz.
| Ort            | Sieger                     | Altersklasse | Distanz (in km) | Globale Platzierung |
| -------------- | -------------------------- | ------------ | --------------- | ------------------- |
| Izmir          | Murat Kaya                 | M40          | 62,01           | 15                  |
| Kachetien      | Aleksandr Tscheburkin      | M35          | 74,69           | 3                   |
| Melbourne      | Jacek Cieluszecki          | M40          | 67,30           | 8                   |
| Miami          | Aron Anderson              | M30          | 89,85           | 1                   |
| München        | Andreas Straßner           | M35          | 76,77           | 2                   |
| Posen          | Dariusz Nożyński           | M35          | 66,86           | 9                   |
| Pretoria       | Admire Muzopambwa          | M30          | 63,24           | 14                  |
| Rio de Janeiro | José Eraldo Lima           | M35          | 63,71           | 12                  |
| Taoyuan        | Luís Ricardo Beato Pereira | M35          | 58,74           | 22                  |
| Wien           | Wolfgang Wallner           | M50          | 64,18           | 11                  |
| Zadar          | Karl Aumayr                | M35          | 68,01           | 7                   |
| Zug            | Niklas Sjöblom             | M30          | 70,10           | 4                   |

| Ort            | Siegerin             | Altersklasse | Distanz (in km) | Globale Platzierung |
| -------------- | -------------------- | ------------ | --------------- | ------------------- |
| Izmir          | Olesja Nurgalijewa   | F40          | 53,61           | 3                   |
| Kachetien      | Nina Zarina          | F30          | 47,34           | 12                  |
| Melbourne      | Ana Villegas         | F35          | 46,94           | 13                  |
| Miami          | Nathalie Vasseur     | F50          | 48,74           | 8                   |
| München        | Vera Nunes           | F35          | 53,78           | 1                   |
| Posen          | Wioletta Paduszyńska | F30          | 48,13           | 10                  |
| Pretoria       | Dominika Stelmach    | F35          | 49,42           | 5                   |
| Rio de Janeiro | Eva Zorman           | F18          | 48,11           | 11                  |
| Taoyuan        | Frida Södermark      | F30          | 41,3            | 26                  |
| Wien           | Alex Roudayna        | F25          | 49,18           | 6                   |
| Zadar          | Martina Burzova      | F35          | 32,74           | 116                 |
| Zug            | Nikolina Šustić      | F30          | 53,73           | 2                   |

## Wings for Life World Run 2019
Der Wings for Life World Run fand am 5. Mai 2019 statt.
Neben den 12 „Event“-Orten, mit einem richtigen Catcher Car, gab es noch hunderte organisierter „App Runs“, bei dem die Teilnehmer von ihren Smartphones getrackt werden. Ein Alarm gibt an, wenn einen das „virtuelle Catcher Car“ eingeholt hat. Weil die Geschwindigkeit des Catcher Cars sich im Vergleich zu den Vorjahren ab der Marathondistanz erhöht hat, sind die Spitzenleistungen nicht so hoch wie früher.
| Ort            | Sieger              | Altersklasse | Distanz (in km) | Globale Platzierung |
| -------------- | ------------------- | ------------ | --------------- | ------------------- |
| Izmir          | Ivan Motorin        | M30          | 64,37           | 1                   |
| Kachetien      | Levan Chokheli      | M25          | 53,80           | 29                  |
| Melbourne      | Aleksandr Cheburkin | M35          | 58,74           | 7                   |
| München        | David Schönherr     | M30          | 62,68           | 2                   |
| Posen          | Tomasz Osmulski     | M35          | 55,59           | 14                  |
| Pretoria       | Niklas Sjöblom      | M30          | 53,84           | 27                  |
| Rio de Janeiro | Andreas Straßner    | M40          | 61,25           | 4                   |
| Sunrise, FL    | Dariusz Nożyński    | M35          | 51,10           | 62                  |
| Taichung       | Chih Chun Li        | M40          | 53,27           | 38                  |
| Wien           | Wojtek Baran        | M35          | 54,47           | 19                  |
| Zadar          | Robert Radojkovic   | M35          | 56,19           | 12                  |
| Zug            | Francesco Mascherpa | M18          | 57,66           | 8                   |

| Ort            | Siegerin                  | Altersklasse | Distanz (in km) | Globale Platzierung |
| -------------- | ------------------------- | ------------ | --------------- | ------------------- |
| Izmir          | Gülçin Arasan             | F18          | 38,92           | 39                  |
| Kachetien      | Gaiane Ustian             | F25          | 32,29           | 174                 |
| Melbourne      | Vera Nunes                | F35          | 47,79           | 7                   |
| München        | Nikolina Šustić Stanković | F30          | 52,97           | 3                   |
| Posen          | Agnieszka Kowalczyk       | F30          | 43,11           | 14                  |
| Pretoria       | Olesja Nurgalijewa        | F40          | 42,83           | 15                  |
| Rio de Janeiro | Dominika Stelmach         | F30          | 53,56           | 2                   |
| Sunrise, FL    | Wioletta Paduszynska      | F30          | 40,49           | 27                  |
| Taichung       | Eva Zorman                | F18          | 42,16           | 19                  |
| Wien           | Karin Freitag             | F35          | 49,16           | 5                   |
| Zadar          | Ines Jozić                | F18          | 48,70           | 6                   |
| Zug            | Nina Zarina               | F30          | 53,72           | 1                   |

## Wings for Life World Run 2020
Die Austragung des Wings for Lifs World Runs war am 3. Mai geplant, wieder der erste Sonntag im Mai. 13 Orte waren als sog. „Flagship Locations“, also mit einem echten Catcher Car, ausgewählt. Darunter auch Frankreich und das Vereinigte Königreich, die in den Jahren zuvor keinen solchen Lauf ausgetragen hatten. Aufgrund des pandemischen Ausbruchs des Coronavirus gab der Veranstalter am 13. März bekannt, dass alle Flagship-Läufe abgesagt würden. Die einzige Möglichkeit am Rennen teilzunehmen bliebe also ein individueller Lauf mit der App auf dem eigenen Smartphone.
77.103 Personen aus 171 Ländern liefen das Rennen am 3. Mai um 11:00 UTC jeder für sich mit der Smartphone-App. Rund 2,8M Euro wurden für die Stiftung gesammelt. Insgesamt liefen die Teilnehmer 924.940 Kilometer. Es gab nur eine globale Gesamtwertung.
| Globale Platzierung | Name                 | Altersklasse | Distanz (in km) |
| ------------------- | -------------------- | ------------ | --------------- |
| 1                   | Michael Taylor       | M35          | 69,92           |
| 2                   | Aron Anderson        | M30          | 68,15           |
| 3                   | Dariusz Nożyński     | M40          | 67,10           |
| 4                   | Florian Neuschwander | M35          | 63,25           |
| 5                   | Niklas Sjöblom       | M35          | 62,12           |
| 6                   | Aleksandr Storozhev  | M25          | 57,73           |
| 7                   | Lukas Oberhauser     | M25          | 57,18           |
| 8                   | Tomasz Osmulski      | M35          | 57,17           |
| 9                   | Wolfgang Wallner     | M55          | 57,09           |
| 10                  | Patrick König        | M30          | 56,72           |

| Globale Platzierung | Name               | Altersklasse | Distanz (in km) |
| ------------------- | ------------------ | ------------ | --------------- |
| 1                   | Nina Zarina        | F30          | 54,23           |
| 2                   | Dominika Stelmach  | F35          | 51,25           |
| 3                   | Martyna Kantor     | F30          | 50,38           |
| 4                   | Dioni Gorla        | F18          | 50,16           |
| 5                   | Devon Yanko        | F35          | 50,00           |
| 6                   | Alexandra Morozova | F30          | 49,92           |
| 7                   | Thea Heim          | F25          | 48,04           |
| 8                   | Tabea Themann      | F25          | 46,89           |
| 9                   | Vera Nunes         | F40          | 46,73           |
| 10                  | Nora Havlinova     | F18          | 46,64           |

## Wings for Life World Run 2021
Die Austragung des Wings for Lifs World Runs war am 9. Mai 2021 und es starteten 184.236 Teilnehmer aus 195 Nationen. Wie schon 2020 fanden keine „Flagship“-Läufe statt, sondern nur ein globaler Lauf mit der Smartphone-App. Mehr als 4 Millionen Euro an Spenden kamen zusammen.
Auf der sportlichen Seite konnten Aron Anderson bei den Herren und Nina Zarina bei den Damen ihren jeweils dritten Gesamtsieg erringen. Für Nina Zarina war es sogar der dritte Sieg in Folge, lediglich die drei besten Herren schafften eine längere Distanz als sie.
| Globale Platzierung | Name                            | Altersklasse | Distanz (in km) |
| ------------------- | ------------------------------- | ------------ | --------------- |
| 1                   | Aron Anderson                   | M30          | 66,85           |
| 2                   | Dariusz Nożyński                | M40          | 66,20           |
| 3                   | David Schönherr                 | M30          | 62,47           |
| 4                   | Raphael Josef                   | M30          | 59,94           |
| 5                   | Ivan Motorin                    | M35          | 59,93           |
| 6                   | David Kilgore                   | M25          | 59,43           |
| 7                   | Florian Neuschwander            | M35          | 57,12           |
| 8                   | Francisco Javier Mendez Morales | M30          | 56,59           |
| 9                   | Wolfgang Wallner                | M55          | 56,16           |
| 10                  | Magnus Warwik                   | M25          | 55,05           |

| Globale Platzierung | Name                   | Altersklasse | Distanz (in km) |
| ------------------- | ---------------------- | ------------ | --------------- |
| 1                   | Nina Zarina            | F30          | 60,16           |
| 2                   | Vera Nunes             | F40          | 48,51           |
| 3                   | Nikola Čorbová         | F40          | 48,06           |
| 4                   | Karen Torrealba Cortés | F40          | 46,03           |
| 5                   | Margit Lazzeri         | F45          | 44,75           |
| 6                   | Aman Kaori             | F30          | 44,30           |
| 7                   | Anja Kobs              | F40          | 43,22           |
| 8                   | Johanna Davidila       | F45          | 42,53           |
| 9                   | Sabine Burgdorf        | F40          | 42,51           |
| 10                  | Sarah Dreier           | F25          | 42,45           |

## Wings for Life World Run 2022
2022 markiert eine gewisse Rückkehr zur Normalität mit immerhin 7 „Flagship Runs“ mit richtigem Catcher Car in Europa und sehr vielen organisierten „App Runs“ weltweit. Am 8. Mai 2022 haben 161.892 Menschen teilgenommen, die 192 Länder repräsentieren.
Mehr als eine Million Läufer haben somit mindestens an einer Edition teilgenommen. 2022 wurden mittels Startgelder und Spenden 4,7 Millionen Euro für die Rückenmarksforschung eingenommen.
Die Russin Nina Zarina Usubyan hat zum vierten Mal in Folge das Rennen der Damen gewonnen und bei den Herren setzte sich ein japanischer App-Läufer in Japan durch. Es wurden keine neuen Rekorde aufgestellt, aber der Kampf um die globalen und lokalen Siege war eng.
| Globale Platzierung | Name                 | Ort                    | Altersklasse | Distanz (in km) |
| ------------------- | -------------------- | ---------------------- | ------------ | --------------- |
| 1                   | Jo Fukuda            | Fukuoka                | M30          | 64,43           |
| 2                   | Dariusz Nożyński     | Posen (Flagship Run)   | M40          | 63,93           |
| 3                   | Jonas Müller         | App Run                | M40          | 63,69           |
| 4                   | Raphael Josef        | Zug (Flagship Run)     | M30          | 63,59           |
| 5                   | Tom Evans            | Wien (Flagship Run)    | M30          | 63,41           |
| 6                   | Markus Scheller      | App Run                | M30          | 61,63           |
| 7                   | Üzeyir Söylemez      | Izmir (Flagship Run)   | M30          | 61,23           |
| 8                   | Florian Neuschwander | München (Flagship Run) | M40          | 61,07           |
| 9                   | Irem Can Ayaz        | Izmir (Flagship Run)   | M30          | 60,50           |
| 10                  | Andreas Stöckl       | Wien (Flagship Run)    | M25          | 59,49           |

| Globale Platzierung | Name                 | Ort                      | Altersklasse | Distanz (in km) |
| ------------------- | -------------------- | ------------------------ | ------------ | --------------- |
| 1                   | Nina Zarina          | Santa Monica             | F30          | 60,16           |
| 2                   | Patrycja Talar       | Posen (Flagship Run)     | F35          | 53,56           |
| 3                   | Sophia Sundberg      | Ljubljana (Flagship Run) | F35          | 49,39           |
| 4                   | Dominika Stelmach    | München (Flagship Run)   | F40          | 48,25           |
| 5                   | Kasia Szkoda         | Posen (Flagship Run)     | F30          | 47,02           |
| 6                   | Therese Nordbø       | App Run                  | F30          | 44,76           |
| 7                   | Kerstin Springer     | Wien (Flagship Run)      | F18          | 44,20           |
| 8                   | Ines Preiß           | Wien (Flagship Run)      | F25          | 44,07           |
| 9                   | Luzia Bühler         | Zug (Flagship Run)       | F40          | 43,97           |
| 10                  | Wioletta Paduszynska | Zadar (Flagship Run)     | F35          | 43,56           |

| Ort       | Sieger               | Altersklasse | Distanz (in km) | Globale Platzierung |
| --------- | -------------------- | ------------ | --------------- | ------------------- |
| Izmir     | Üzeyir Söylemez      | M30          | 61,23           | 7                   |
| Ljubljana | Denis Šketako        | M30          | 55,58           | 17                  |
| München   | Florian Neuschwander | M40          | 61,07           | 8                   |
| Posen     | Dariusz Nożyński     | M40          | 63,93           | 2                   |
| Wien      | Tom Evans            | M30          | 63,41           | 5                   |
| Zadar     | Tomasz Osmulski      | M40          | 57,65           | 13                  |
| Zug       | Raphael Josef        | M30          | 63,59           | 4                   |

| Ort       | Sieger               | Altersklasse | Distanz (in km) | Globale Platzierung |
| --------- | -------------------- | ------------ | --------------- | ------------------- |
| Izmir     | Tuğçe Karakaya       | M25          | 36,88           | 41                  |
| Ljubljana | Sophia Sundberg      | F35          | 49,39           | 3                   |
| München   | Dominika Stelmach    | F40          | 48,25           | 4                   |
| Posen     | Patrycja Talar       | F35          | 53,56           | 2                   |
| Wien      | Kerstin Springer     | F18          | 44,20           | 7                   |
| Zadar     | Wioletta Paduszynska | F35          | 43,56           | 10                  |
| Zug       | Luzia Bühler         | F40          | 43,97           | 9                   |

## Wings for Life World Run 2023
Der Wings for Life World Run wurde am 7. Mai 2023 ausgetragen. Kommentator des App-Runs war Frank Buschmann.
2023 starteten bei der 10. Auflage weltweit 206.728 Menschen und setzten damit eine neue Bestmarke.
| Globale Platzierung | Name              | Ort                    | Altersklasse | Distanz (in km) |
| ------------------- | ----------------- | ---------------------- | ------------ | --------------- |
| 1                   | Jo Fukuda         | Shinjuku               | M30          | 69,01           |
| 2                   | Dariusz Nożyński  | Posen (Flagship Run)   | M40          | 68,39           |
| 3                   | Andrei Bogaci     | Bukarest               | M25          | 63,15           |
| 4                   | Blazej Brzezinski | Posen (Flagship Run)   | M35          | 63,11           |
| 5                   | Wojciech Kopec    | Posen (Flagship Run)   | M35          | 62,15           |
| 6                   | Mario Bauernfeind | Wien (Flagship Run)    | M30          | 61,63           |
| 7                   | David Schönherr   | München (Flagship Run) | M30          | 61,60           |
| 8                   | Ngai Kang         | Wien (Flagship Run)    | M30          | 61,27           |
| 9                   | Tomasz Kozlowicz  | Posen (Flagship Run)   | M30          | 60,76           |
| 10                  | Niklas Sjöblom    | Zug (Flagship Run)     | M35          | 60,63           |

| Globale Platzierung | Name              | Ort                  | Altersklasse | Distanz (in km) |
| ------------------- | ----------------- | -------------------- | ------------ | --------------- |
| 1                   | Kasia Szkoda      | Posen (Flagship Run) | F30          | 55,07           |
| 2                   | Veronika Mutsch   | Wien (Flagship Run)  | F35          | 49,89           |
| 3                   | Dominika Stelmach | Kachetien            | F40          | 49,02           |
| 4                   | Patrycia Talar    | Zug (Flagship Run)   | F35          | 48,78           |
| 5                   | Sandra Urach      | Wien (Flagship Run)  | F45          | 48,26           |
| 6                   | Diana Dzaviza     | Wien (Flagship Run)  | F35          | 47,94           |
| 7                   | Anna Bodnar       | Posen (Flagship Run) | F40          | 47,37           |
| 8                   | Therese Nordbø    | App Run              | F30          | 47,20           |
| 9                   | Nataša Šustić     | Zadar (Flagship Run) | F40          | 46,96           |
| 10                  | Julia Kuen        | Welsberg             | F18          | 45,35           |

| Ort       | Sieger            | Altersklasse | Distanz (in km) | Globale Platzierung |
| --------- | ----------------- | ------------ | --------------- | ------------------- |
| Ljubljana | Urban Jereb       | M30          | 59,23           | 17                  |
| München   | David Schönherr   | M30          | 61,60           | 7                   |
| Posen     | Dariusz Nożyński  | M40          | 67,39           | 2                   |
| Wien      | Mario Bauernfeind | M30          | 61,91           | 6                   |
| Zadar     | Tomasz Osmulski   | M40          | 50,69           | 55                  |
| Zug       | Niklas Sjöblom    | M35          | 60,73           | 10                  |

| Ort       | Sieger           | Altersklasse | Distanz (in km) | Globale Platzierung |
| --------- | ---------------- | ------------ | --------------- | ------------------- |
| Ljubljana | Valerie Rupitsch | F25          | 37,25           | 45                  |
| München   | Stefanie Hansen  | F30          | 42,76           | 16                  |
| Posen     | Kasia Szkoda     | F30          | 55,07           | 1                   |
| Wien      | Veronika Mutsch  | F35          | 49,89           | 2                   |
| Zadar     | Nataša Šustić    | F35          | 46,96           | 9                   |
| Zug       | Patrycja Talar   | F35          | 48,78           | 4                   |

## Wings for Life World Run 2024
Der Wings for Life World Run wurde am 5. Mai 2024 ausgetragen. 2024 starteten bei der 11. Auflage weltweit 265.918 Menschen und setzten damit eine neue Bestmarke. Es kamen 8.104.499,15 Euro an Spenden für die Stiftung zusammen.
Der Vorjahressieger Jo Fukuda lief in Wien auf den 11. Platz global. Sein Landsmann Tomoya Watanabe setzte in Fukuoka mit etwas mehr als 70 km einen neuen Rekord seit der Änderung der Catcher-Car-Geschwindigkeit 2019. Bei den Damen gewann Dominika Stelmach aus Polen, die auch schon 2017 globale Siegerin war.
| Globale Platzierung | Name                   | Ort                    | Altersklasse | Distanz (in km) |
| ------------------- | ---------------------- | ---------------------- | ------------ | --------------- |
| 1                   | Tomoya Watanabe        | Fukuoka                | M30          | 70,1            |
| 2                   | Guillaume Ruel         | Wien (Flagship Run)    | M25          | 68,29           |
| 3                   | Valentin Poncelet      | Breda (Flagship Run)   | M30          | 66,61           |
| 4                   | Remigio Huaman Quispe  | Breda (Flagship Run)   | M40          | 65,83           |
| 5                   | Max Rahm               | München (Flagship Run) | M25          | 65,28           |
| 6                   | Florian Neuschwander   | München (Flagship Run) | M40          | 64,65           |
| 7                   | Oliver Fischer         | München (Flagship Run) | M25          | 64,02           |
| 8                   | Dariusz Nożyński       | Posen (Flagship Run)   | M40          | 63,22           |
| 9                   | Alex Milne             | London                 | M30          | 62,62           |
| 10                  | Alexis Trujillo Ortega | Mexiko-Stadt           | M30          | 61,73           |

| Globale Platzierung | Name                     | Ort                      | Altersklasse | Distanz (in km) |
| ------------------- | ------------------------ | ------------------------ | ------------ | --------------- |
| 1                   | Dominika Stelmach        | Posen (Flagship Run)     | F40          | 55,02           |
| 2                   | Nataša Šustić            | Zadar (Flagship Run)     | F35          | 51,58           |
| 3                   | Ingalena Schömburg-Heuck | München (Flagship Run)   | F35          | 50,88           |
| 4                   | Camilla Pedersen         | Fredericia               | F40          | 50,28           |
| 5                   | Katja Tegler             | München (Flagship Run)   | F25          | 50,11           |
| 6                   | Giulia Fulginiti         | Zug (Flagship Run)       | F18          | 49,63           |
| 7                   | Pauline van Donkelaar    | Breda (Flagship Run)     | F35          | 48,35           |
| 8                   | Monika Brzozowska        | Posen (Flagship Run)     | F35          | 48,03           |
| 9                   | Patrycja Talar           | Ljubljana (Flagship Run) | F35          | 47,79           |
| 10                  | Anja Kobs                | München (Flagship Run)   | F45          | 47,78           |

| Ort       | Sieger            | Altersklasse | Distanz (in km) | Globale Platzierung |
| --------- | ----------------- | ------------ | --------------- | ------------------- |
| Breda     | Valentin Poncelet | M30          | 66,61           | 3                   |
| Ljubljana | Domen Hafner      | M30          | 60,48           | 14                  |
| München   | Max Rahm          | M25          | 65,28           | 5                   |
| Posen     | Dariusz Nożyński  | M40          | 63,22           | 8                   |
| Wien      | Guillaume Ruel    | M25          | 68,29           | 2                   |
| Zadar     | Kristijan Rubinić | M30          | 56,02           | 21                  |
| Zug       | Witold Misztela   | M50          | 60,66           | 13                  |

| Ort       | Sieger                   | Altersklasse | Distanz (in km) | Globale Platzierung |
| --------- | ------------------------ | ------------ | --------------- | ------------------- |
| Breda     | Pauline van Donkelaar    | F35          | 48,35           | 7                   |
| Ljubljana | Patrycja Talar           | F35          | 47,79           | 9                   |
| München   | Ingalena Schömburg-Heuck | F35          | 50,88           | 3                   |
| Posen     | Dominika Stelmach        | F40          | 55,02           | 1                   |
| Wien      | Veronika Mutsch          | F35          | 43,85           | 15                  |
| Zadar     | Nataša Šustić            | F35          | 51,58           | 2                   |
| Zug       | Giulia Fulginiti         | F18          | 49,63           | 6                   |

## Wings for Life World Run 2025
Erstmals in der Geschichte des Wings for Life World Runs wurde bei der zwölften Ausgabe am 4. Mai 2025 die Grenze von mehr als 300.000 Läuferinnen und Läufern gebrochen. Insgesamt 310.719 Menschen liefen ab 11:00 UTC bei 7 Flagship Runs, 452 organisierten App Runs in 68 Ländern oder selbst mit der Smartphone App. 191 Nationen waren repräsentiert und 8,6 Millionen Euro wurden an die Stiftung gespendet.
Zum dritten Mal sicherte sich Jo Fukuda den globalen Titel, wieder bei einem Nachlauf in Japan und mit einem neuen Rekord von 71,67 km. Bei den Frauen siegte Esther Pfeiffer mit 59,03 km beim Flagship Run in München. Ihr Ehemann Hendrik lief an gleicher Stelle mit 66,74 km zum lokalen Sieg und auf Platz sechs insgesamt. In Wien lief der Gesamtsieger von 2014 und 2015 Lemawork Ketema mit 65,03 km auf den globalen Platz neun.
| Globale Platzierung | Name              | Ort                    | Altersklasse | Distanz (in km) |
| ------------------- | ----------------- | ---------------------- | ------------ | --------------- |
| 1                   | Jo Fukuda         | Fukuoka                | M30          | 71,67           |
| 2                   | Andreas Vojta     | Wien (Flagship Run)    | M35          | 68,54           |
| 3                   | Jake Barraclough  | Tokio                  | M25          | 67,86           |
| 4                   | Valentin Poncelet | Breda (Flagship Run)   | M30          | 67,44           |
| 5                   | Dariusz Nożyński  | Posen (Flagship Run)   | M45          | 67,34           |
| 6                   | Hendrik Pfeiffer  | München (Flagship Run) | M30          | 66,74           |
| 7                   | Oliver Fischer    | München (Flagship Run) | M25          | 66,31           |
| 8                   | Max Rahm          | Breda (Flagship Run)   | M25          | 65,90           |
| 9                   | Lemawork Ketema   | Wien (Flagship Run)    | M35          | 65,03           |
| 10                  | Jakob Bischofer   | München (Flagship Run) | M18          | 63,61           |

| Globale Platzierung | Name                     | Ort                    | Altersklasse | Distanz (in km) |
| ------------------- | ------------------------ | ---------------------- | ------------ | --------------- |
| 1                   | Esther Pfeiffer          | München (Flagship Run) | F25          | 59,03           |
| 2                   | Martyna Mlynarczyk       | Posen (Flagship Run)   | F35          | 57,80           |
| 3                   | Patrycja Talar           | Breda (Flagship Run)   | F35          | 57,04           |
| 4                   | Nina Usubyan             | App Run                | F35          | 56,42           |
| 5                   | Justyna Karolczak        | Posen (Flagship Run)   | F30          | 51,87           |
| 6                   | Maike Lea Nitsch         | München (Flagship Run) | F25          | 51,33           |
| 7                   | Katja Tegler             | München (Flagship Run) | F25          | 51,15           |
| 8                   | Florentine Beese         | München (Flagship Run) | F18          | 50,54           |
| 9                   | Cornelia Stöckl-Moser    | Wien (Flagship Run)    | F30          | 50,49           |
| 10                  | Franziska Huwyler-Inauen | Zug (Flagship Run)     | F35          | 50,24           |

| Ort       | Sieger            | Altersklasse | Distanz (in km) | Globale Platzierung |
| --------- | ----------------- | ------------ | --------------- | ------------------- |
| Breda     | Valentin Poncelet | M30          | 67,44           | 4                   |
| Ljubljana | Wojtek Baran      | M40          | 51,72           | 91                  |
| München   | Hendrik Pfeiffer  | M30          | 66,74           | 6                   |
| Posen     | Dariusz Nożyński  | M45          | 67,34           | 5                   |
| Wien      | Andreas Vojta     | M35          | 68,54           | 2                   |
| Zadar     | Slawomir Kaliski  | M35          | 55,07           | 44                  |
| Zug       | Domen Hafner      | M30          | 60,47           | 20                  |

| Ort       | Sieger                   | Altersklasse | Distanz (in km) | Globale Platzierung |
| --------- | ------------------------ | ------------ | --------------- | ------------------- |
| Breda     | Patrycja Talar           | F35          | 57,04           | 3                   |
| Ljubljana | Nina Gubanc              | F18          | 41,16           | 42                  |
| München   | Esther Pfeiffer          | F25          | 59,03           | 1                   |
| Posen     | Martyna Mlynarczyk       | F35          | 57,80           | 2                   |
| Wien      | Cornelia Stöckl-Moser    | F30          | 50,49           | 9                   |
| Zadar     | Nataša Šustić            | F35          | 46,98           | 14                  |
| Zug       | Franziska Huwyler-Inauen | F35          | 50,24           | 10                  |